# Fédération francaise d'etudes et de sports sous-marins
La Fédération française d'études et de sports sous-marins (FFESSM) è una federazione sportiva francese che ha ricevuto delega dal Ministero degli sport francese di disciplinare le attività sportive subacquee, ad eccezione della pesca subacquea sportiva.
La FFESSM è un membro fondatore della Confédération mondiale des activités subaquatiques (CMAS) che raggruppa federazioni similari di diversi paesi.
In data 11 giugno 2010, il Consiglio di stato (Conseil d'État) ha revocato a FFESSM la delega per quanto riguarda l'attività di pesca subacquea sportiva.